# Поток-Мусулинський
45°14′ пн. ш. 15°08′ сх. д. / 45.24° пн. ш. 15.13° сх. д.
Поток-Мусулинський (хорв. Potok Musulinski) — населений пункт у Хорватії, у Карловацькій жупанії у складі міста Огулин.

## Населення
Населення за даними перепису 2011 року становило 91 осіб.
Динаміка чисельності населення поселення: